# Plémy
Plémy är en kommun i departementet Côtes-d'Armor i regionen Bretagne i nordvästra Frankrike. Kommunen ligger i kantonen Plouguenast som tillhör arrondissementet Saint-Brieuc. År 2022 hade Plémy 1 583 invånare.

## Befolkningsutveckling
Antalet invånare i kommunen Plémy
Referens:INSEE